# Virginia Powell
Virginia Powell (ur. 7 września 1983) – amerykańska płotkarka.
Największe sukcesy odnosi w biegu na 100 metrów przez płotki:
- 3. miejsce w Pucharze świata (Ateny 2006)
- 5. miejsce podczas Mistrzostw Świata w Lekkoatletyce (Osaka 2007)

Podczas Mistrzostw Świata Juniorów Młodszych w Lekkoatletyce (Bydgoszcz 1999) Powell biegła na pierwszej zmianie amerykańskiej sztafety 4 x 100 metrów, która wywalczyła srebrny medal.

## Rekordy życiowe
- Bieg na 100 m - 11.10 (2006)
- Bieg na 200 m - 23.29 (2006)
- Bieg na 100 m przez płotki - 12.45 (2007)
- Bieg na 60 m (hala) - 7.21 (2006)
- Bieg na 60 m przez płotki (hala) - 7.84 (2006)